# Groupe 3SI
 (juin 2013).
Ne doit pas être confondu avec 3 Suisses.
Le Groupe 3SI (anciennement 3 Suisses International) était un groupe français de commerce en ligne et de services associés dont le siège était situé à Croix (Nord). 3SI était une filiale d'Otto Group.
Le Groupe 3SI était un groupe de commerce en ligne et de services au commerce en ligne.

## Histoire
En 1981, la famille fondatrice des 3 Suisses revend son entreprise. Le groupe 3 Suisses International est créé en 1987. Les deux actionnaires de référence du Groupe 3SI étaient le groupe allemand Otto à 51 % et la famille Mulliez pour 44 % via sa holding Fipar, le reste étant détenu par les salariés (5 %).
Le 1er janvier 2014, le groupe Otto annonce son intention d'acquérir la participation de la famille Mulliez, et de racheter également les participations minoritaires pour être actionnaire à 100 % dans les activités commerce en ligne BtoC et Services au commerce en ligne du groupe. Le reste des activités précédemment détenues (Bruneau), Contentia, Direxi, participations dans Cofidis Participations, actifs immobiliers…) est regroupé dans une structure dénommée Argosyn et totalement indépendante du nouveau Groupe 3SI, tout en étant toujours détenu conjointement par le groupe Otto et la famille Mulliez.
En juin 2015, 3Si annonce la vente de ses filiales : Becquet, Blancheporte et Venca (en), les deux premières étant des filiales françaises et la dernière est présente en Espagne et au Portugal. Blancheporte est vendu en mars 2016 à son directeur général Frank Duriez, ainsi qu'à son comité de direction. En septembre 2016, Domoti rachète Becquet,.
En mars 2016, l'entreprise décide de mettre un terme à toutes les activités liées à la vente en ligne en France, en Belgique, en Espagne, en Allemagne, en Autriche et en République tchèque. 3SI se concentrera uniquement sur les services aux entreprises de commerce en ligne, avec le distributeur de colis Mondial Relay et le préparateur de commandes Dispeo. Il met fin à son activité historique de vendeur de produits textiles fabriqués dans le Nord.
En janvier 2017, le groupe entre en négociation pour le rachat des 3 Suisses par le groupe lillois Domoti.

## Composition
Il comportait deux types d'activités complémentaires :
- commerce en ligne : Mode et univers de la maison  : 3 Suisses, 3 Pagen, Blancheporte, Becquet, Helline, Cemod-CZ, Unigro, Venca, Vitrine Magique, WITT international, Moda Vilona, Excedence, Modino, ainsi que la place de marché 2xMoinsCher entre 2006[10] et 2012[11] ;
- services au commerce en ligne :  Chaîne graphique (Cité Numérique, Taylormail) // Relation client (Mezzo) // Chaîne logistique (Dispeo, Mondial Relay).